# Primera fila
Primera fila è il quarto album dal vivo del cantautore italiano Gigi D'Alessio, pubblicato il 16 ottobre 2012 in Messico e il 30 ottobre 2012 in Argentina, Cile, Colombia, Venezuela e Spagna.

## Descrizione
È stato registrato interamente a Città del Messico presso gli studi Interlomas. Contiene 14 brani del cantautore in versione spagnola, più un inedito Contigo en la distancia cantato in napoletano. Tra le canzoni reinterpretate spiccano i duetti con Cristian Castro in Abre tus brazos  ("Apri le tue braccia"), con Anna Tatangelo in Un nuevo beso (versione in spagnolo di Un nuovo bacio) e Edith Márquez in Mi corazon duele.
Sono presenti altri brani più famosi come Cuanto amor (versione spagnola di Quanti amori), No dejes de intentar (versione spagnola di Non mollare mai), Vida (versione spagnola di Vita) e Jamas le digas (versione spagnola di Non dirgli mai).
Il 18 settembre 2012 è uscito il primo singolo estratto dall'album, Abre tus brazos un duetto live con Cristian Castro.
Il disco in breve tempo è riuscito a raggiungere le prime posizioni delle classifiche latino-americane.

## Tracce
1. Cuanto amor
2. Crònicas de amores
3. Ahora estoy muy bien
4. Mi corazon duele - (con Edith Márquez)
5. Nada
6. Abre tus brazos - (con Cristian Castro)
7. Yo serè por tì
8. Un nuevo beso - (con Anna Tatangelo)
9. Jamàs le digas
10. Libres al final
11. Las manos
12. Vida
13. Te voglio bene ancora
14. Contigo en la distància (versione in napoletano)
15. No dejes de intentar

## Singoli
Il primo singolo estratto dall'album è Abre tus brazos in duetto con Cristian Castro